# Première circonscription de la Corrèze
La première circonscription de la Corrèze est l'une des deux circonscriptions législatives françaises que compte le département de la Corrèze situé en région Nouvelle-Aquitaine.

## Description géographique et démographique

### De 1958 à 1986
La première circonscription de la Corrèze  était composée de :
- Canton d'Argentat
- Canton de Lubersac
- Canton de Mercœur
- Canton de la Roche-Canillac
- Canton de Seilhac
- Canton de Tulle-Nord
- Canton de Tulle-Sud
- Canton d'Uzerche
- Canton de Vigeois

Source : Journal Officiel du 14-15 Octobre 1958.

### De 1988 à 2010
La première circonscription de la Corrèze  était composée de :
- Canton d'Argentat
- Canton de Beaulieu-sur-Dordogne
- Canton de Beynat
- Canton de Donzenac
- Canton de Juillac
- Canton de Lubersac
- Canton de la Roche-Canillac
- Canton de Seilhac
- Canton de Tulle-Campagne-Nord
- Canton de Tulle-Campagne-Sud
- Canton de Tulle-Urbain-Nord
- Canton de Tulle-Urbain-Sud
- Canton de Vigeois

### Depuis 2012
La première circonscription de la Corrèze est délimitée par le découpage électoral intervenu à la suite du redécoupage de 2010.
Elle a intégré la majeure partie de l'ancienne troisième circonscription. 
Elle regroupe les divisions administratives suivantes : 
- canton d'Argentat
- Canton de Bort-les-Orgues
- Canton de Bugeat
- Canton de Corrèze
- Canton de Donzenac
- Canton d'Égletons
- Canton d'Eygurande
- Canton de Lapleau
- Canton de Meymac
- Canton de Neuvic
- Canton de Roche-Canillac
- Canton de Seilhac
- Canton de Sornac
- Canton de Treignac
- Canton de Tulle-Campagne-Nord
- Canton de Tulle-Campagne-Sud
- Canton de Tulle-Urbain-Nord
- Canton de Tulle-Urbain-Sud
- Canton d'Ussel-Est
- Canton d'Ussel-Ouest
- Canton d'Uzerche
- Canton de Vigeois.

Précédemment, elle était délimitée par le découpage issu de la loi no 86-1197 du 24 novembre 1986.
À la suite du redécoupage, la population totale de cette circonscription est estimée à 121 830 habitants. (Lors du recensement général de 1999, la population totale de cette circonscription, dans son ancien périmètre, était estimée à 78 927 habitants,.)
Lors du recensement de la population en 2013 par l'INSEE, la circonscription compte 120 288 habitants.
En 2019, la circonscription comptait 120 344 habitants.

## Historique des députations
| Législature | Début de mandat   | Fin de mandat     | Député              | Parti politique | Parti politique | Observation |
| ----------- | ----------------- | ----------------- | ------------------- | --------------- | --------------- | --- |
| Ire         | 9 décembre 1958   | 9 octobre 1962    | Jean Montalat       |                 | SFIO            | Maire de Tulle (1959-1971) Mandat écourté à la suite d'une dissolution parlementaire décidée par Charles de Gaulle.                                                                     |
| IIe         | 6 décembre 1962   | 2 avril 1967      | Jean Montalat       |                 | SFIO            | |
| IIIe        | 3 avril 1967      | 30 mai 1968       | Jean Montalat       |                 | SFIO            | Mandat écourté à la suite d'une dissolution parlementaire décidée par Charles de Gaulle.                                                                                                |
| IVe         | 11 juillet 1968   | 22 septembre 1971 | Jean Montalat       |                 | SFIO            | Décédé en fonction le 22 septembre 1971, il est remplacé par Jean Vinatier. |
| IVe         | 22 septembre 1971 | 1er avril 1973    | Jean Vinatier       |                 | DVG             | Maire de Seilhac (1935-1982) |
| Ve          | 2 avril 1973      | 2 avril 1978      | Pierre Pranchère    |                 | PCF             | Conseillère général du canton de La Roche-Canillac (1973-1985) |
| VIe         | 3 avril 1978      | 22 mai 1981       | Jean-Pierre Bechter |                 | RPR             | Mandat écourté à la suite d'une dissolution parlementaire décidée par François Mitterrand.                                                                                              |
| VIIe        | 2 juillet 1981    | 1er avril 1986    | Jean Combasteil     |                 | PCF             | Maire de Tulle (1977-1995) |
| IXe         | 23 juin 1988      | 1er avril 1993    | François Hollande   |                 | PS              | Conseiller municipal d'Ussel (1983-1989) Adjoint au maire de Tulle (1989-1995) |
| Xe          | 2 avril 1993      | 18 juin 1995      | Raymond-Max Aubert  |                 | RPR             | Maire de Tulle (1995-2001) Nommé Secrétaire d’État au Développement rural le 18 juin 1995, il est remplacé par Lucien Renaudie.                                                         |
| Xe          | 19 juin 1995      | 21 avril 1997     | Lucien Renaudie     |                 | RPR             | Maire de Beyssac (1977-2008) Mandat écourté à la suite d'une dissolution parlementaire décidée par Jacques Chirac.                                                                      |
| XIe         | 12 juin 1997      | 18 juin 2002      | François Hollande   |                 | PS              | Premier secrétaire du Parti socialiste (1997-2008) Conseiller municipal de Tulle (1995-2001)                                                                                            |
| XIIe        | 19 juin 2002      | 19 juin 2007      | François Hollande   |                 | PS              | Maire de Tulle (2001-2008) |
| XIIIe       | 20 juin 2007      | 14 mai 2012       | François Hollande   |                 | PS              | Président du conseil général de la Corrèze (2008-2012) Devenu président de la République le 15 mai 2012.                                                                                |
| XIIIe       | 14 mai 2012       | 19 juin 2012      | Vacant              | Vacant          | Vacant          | Vacant |
| XIVe        | 20 juin 2012      | 3 mars 2016       | Sophie Dessus       |                 | PS              | Maire d'Uzerche (2001-2016) Conseillère générale du canton d'Uzeche (1998-2015) Décédée en fonction le 3 mars 2016, elle est remplacée par Alain Ballay                                 |
| XIVe        | 3 mars 2016       | 20 juin 2017      | Alain Ballay        |                 | PS              | Conseiller municipal d'Aix (2014-2020) |
| XVe         | 21 juin 2017      | 21 juin 2022      | Christophe Jerretie |                 | LREM puis MoDem | Maire de Naves (2014-2017) |
| XVIe        | 22 juin 2022      | 9 juin 2024       | Francis Dubois      |                 | LR              | Maire de Lapleau (2001-2022) Président de la CC de Ventadour - Égletons - Monédières (2014-2022) Mandat écourté à la suite d'une dissolution parlementaire décidée par Emmanuel Macron. |
| XVIIe       | 8 juillet 2024    | en cours          | François Hollande   |                 | PS              | Ancien président de la République (2012-2017) |

## Historique des élections

### Élections de 1958
| Candidat       | Candidat          | Parti          | Premier tour | Premier tour | Second tour | Second tour |  |
| Candidat       | Candidat          | Parti          | Voix         | %            | Voix        | %           |  |
| -------------- | ----------------- | -------------- | ------------ | ------------ | ----------- | ----------- |  |
|                | Pierre Pranchère  | PCF            | 15 549       | 35           | 18 087      | 41,12       |  |
|                | Jean Montalat élu | SFIO           | 13 227       | 29,78        | 24 247      | 55,13       |  |
|                | Jean Massoulier   | Radsoc         | 9 387        | 21,13        | Retrait     | Retrait     |  |
|                | Jacques Borie     | CNIP           | 6 259        | 14,09        | 1 649       | 3,75        |  |
|                |                   |                |              |              |             |             |  |
| Inscrits       | Inscrits          | Inscrits       | 58 111       | 100,00       | 58 113      | 100,00      |  |
| Abstentions    | Abstentions       | Abstentions    | 13 001       | 22,37        | 13 090      | 22,53       |  |
| Votants        | Votants           | Votants        | 45 110       | 77,63        | 45 023      | 77,47       |  |
| Blancs et nuls | Blancs et nuls    | Blancs et nuls | 688          | 1,53         | 1 040       | 2,31        |  |
| Exprimés       | Exprimés          | Exprimés       | 44 422       | 98,47        | 43 983      | 97,69       |  |

Jean Vinatier, conseiller général du canton de Seilhac, maire de Seilhac, était le suppléant de Jean Montalat.

### Élections de 1962
| Candidat       | Candidat                    | Parti          | Premier tour | Premier tour | Second tour | Second tour |  |
| Candidat       | Candidat                    | Parti          | Voix         | %            | Voix        | %           |  |
| -------------- | --------------------------- | -------------- | ------------ | ------------ | ----------- | ----------- |  |
|                | Jean Montalat sortant réélu | SFIO           | 16 619       | 41,39        | 23 032      | 57,92       |  |
|                | Pierre Pranchère            | PCF            | 14 937       | 37,2         | 16 732      | 42,08       |  |
|                | Jean-Marie Vissouze         | UNR-UDT        | 8 592        | 21,4         | Retrait     | Retrait     |  |
|                |                             |                |              |              |             |             |  |
| Inscrits       | Inscrits                    | Inscrits       | 56 992       | 100,00       | 56 990      | 100,00      |  |
| Abstentions    | Abstentions                 | Abstentions    | 16 040       | 28,14        | 15 493      | 27,19       |  |
| Votants        | Votants                     | Votants        | 40 952       | 71,86        | 41 497      | 72,81       |  |
| Blancs et nuls | Blancs et nuls              | Blancs et nuls | 804          | 1,96         | 1 733       | 4,18        |  |
| Exprimés       | Exprimés                    | Exprimés       | 40 148       | 98,04        | 39 764      | 95,82       |  |

Jean Vinatier était le suppléant de Jean Montalat.

### Élections de 1967
| Candidat       | Candidat                    | Parti          | Premier tour | Premier tour | Second tour | Second tour |  |
| Candidat       | Candidat                    | Parti          | Voix         | %            | Voix        | %           |  |
| -------------- | --------------------------- | -------------- | ------------ | ------------ | ----------- | ----------- |  |
|                | Jean Montalat sortant réélu | SFIO (FGDS)    | 17 286       | 38,96        | 30 722      | 72,29       |  |
|                | Pierre Pranchère            | PCF            | 15 928       | 35,9         | Retrait     | Retrait     |  |
|                | Jean Brugeaud               | UD-Ve          | 11 150       | 25,13        | 11 779      | 27,71       |  |
|                |                             |                |              |              |             |             |  |
| Inscrits       | Inscrits                    | Inscrits       | 55 301       | 100,00       | 55 297      | 100,00      |  |
| Abstentions    | Abstentions                 | Abstentions    | 10 175       | 18,4         | 11 520      | 20,83       |  |
| Votants        | Votants                     | Votants        | 45 126       | 81,6         | 43 777      | 79,17       |  |
| Blancs et nuls | Blancs et nuls              | Blancs et nuls | 762          | 1,69         | 1 276       | 2,91        |  |
| Exprimés       | Exprimés                    | Exprimés       | 44 364       | 98,31        | 42 501      | 97,09       |  |

Jean Vinatier était le suppléant de Jean Montalat.

### Élections de 1968
| Candidat       | Candidat                    | Parti          | Premier tour | Premier tour | Second tour | Second tour |  |
| Candidat       | Candidat                    | Parti          | Voix         | %            | Voix        | %           |  |
| -------------- | --------------------------- | -------------- | ------------ | ------------ | ----------- | ----------- |  |
|                | Jean Montalat sortant réélu | SFIO (FGDS)    | 16 621       | 38,5         | 24 186      | 64,67       |  |
|                | Pierre Pranchère            | PCF            | 14 585       | 33,79        | Retrait     | Retrait     |  |
|                | Jean Lachaud                | UDR (URP)      | 11 964       | 27,71        | 13 213      | 35,33       |  |
|                |                             |                |              |              |             |             |  |
| Inscrits       | Inscrits                    | Inscrits       | 54 590       | 100,00       | 54 590      | 100,00      |  |
| Abstentions    | Abstentions                 | Abstentions    | 10 736       | 19,67        | 15 626      | 28,62       |  |
| Votants        | Votants                     | Votants        | 43 854       | 80,33        | 38 964      | 71,38       |  |
| Blancs et nuls | Blancs et nuls              | Blancs et nuls | 684          | 1,56         | 1 565       | 4,02        |  |
| Exprimés       | Exprimés                    | Exprimés       | 43 170       | 98,44        | 37 399      | 95,98       |  |

Jean Vinatier était le suppléant de Jean Montalat. Jean Vinatier est devenu député le 22 septembre 1971, à la suite du décès de Jean Montalat.

### Élections de 1973
| Candidat       | Candidat             | Parti          | Premier tour | Premier tour | Second tour | Second tour |  |
| Candidat       | Candidat             | Parti          | Voix         | %            | Voix        | %           |  |
| -------------- | -------------------- | -------------- | ------------ | ------------ | ----------- | ----------- |  |
|                | Pierre Pranchère élu | PCF            | 14 409       | 32,02        | 20 335      | 43,63       |  |
|                | Georges Mouly        | Rad (MR)       | 13 541       | 30,09        | 11 436      | 24,54       |  |
|                | Jean-Louis Langlais  | CDP (URP)      | 10 249       | 22,78        | 14 835      | 31,83       |  |
|                | Pierre Diederichs    | PS (UGSD)      | 5 739        | 12,75        | Retrait     | Retrait     |  |
|                | Paul Porte           | PSU            | 599          | 1,33         |             |             |  |
|                | Guy Allard           | LO             | 458          | 1,02         |             |             |  |
|                |                      |                |              |              |             |             |  |
| Inscrits       | Inscrits             | Inscrits       | 55 360       | 100,00       | 55 349      | 100,00      |  |
| Abstentions    | Abstentions          | Abstentions    | 9 723        | 17,56        | 8 119       | 14,67       |  |
| Votants        | Votants              | Votants        | 45 637       | 82,44        | 47 230      | 85,33       |  |
| Blancs et nuls | Blancs et nuls       | Blancs et nuls | 642          | 1,41         | 624         | 1,32        |  |
| Exprimés       | Exprimés             | Exprimés       | 44 995       | 98,59        | 46 606      | 98,68       |  |

Louis Chastang, conseiller municipal d'Uzerche, était le suppléant de Pierre Pranchère.

### Élections de 1978
| Candidat       | Candidat                 | Parti             | Premier tour | Premier tour | Second tour | Second tour |  |
| Candidat       | Candidat                 | Parti             | Voix         | %            | Voix        | %           |  |
| -------------- | ------------------------ | ----------------- | ------------ | ------------ | ----------- | ----------- |  |
|                | Jean-Pierre Bechter élu  | RPR               | 22 653       | 44,95        | 26 073      | 50,42       |  |
|                | Pierre Pranchère sortant | PCF               | 17 523       | 34,77        | 25 640      | 49,58       |  |
|                | Louis Vaux               | PS                | 8 607        | 17,08        | Retrait     | Retrait     |  |
|                | Michel Jouannin          | LO                | 865          | 1,72         |             |             |  |
|                | Marcel Esquieu           | MRG (Gaull.prog.) | 743          | 1,47         |             |             |  |
|                |                          |                   |              |              |             |             |  |
| Inscrits       | Inscrits                 | Inscrits          | 58 886       | 100,00       | 58 870      | 100,00      |  |
| Abstentions    | Abstentions              | Abstentions       | 7 688        | 13,06        | 6 020       | 10,23       |  |
| Votants        | Votants                  | Votants           | 51 198       | 86,94        | 52 850      | 89,77       |  |
| Blancs et nuls | Blancs et nuls           | Blancs et nuls    | 807          | 1,58         | 1 137       | 2,15        |  |
| Exprimés       | Exprimés                 | Exprimés          | 50 391       | 98,42        | 51 713      | 97,85       |  |

Jean Teilhet, agriculteur, conseiller général du canton de Mercoeur, maire de Camps-Saint-Mathurin-Léobazel, était le suppléant de Jean-Pierre Bechter.

### Élections de 1981
| Candidat       | Candidat                    | Parti          | Premier tour | Premier tour | Second tour | Second tour |  |
| Candidat       | Candidat                    | Parti          | Voix         | %            | Voix        | %           |  |
| -------------- | --------------------------- | -------------- | ------------ | ------------ | ----------- | ----------- |  |
|                | Jean-Pierre Bechter sortant | RPR (UNM)      | 18 019       | 39,25        | 21 901      | 44,88       |  |
|                | Jean Combasteil élu         | PCF            | 14 986       | 32,64        | 26 903      | 55,12       |  |
|                | Pierre Diederichs           | PS             | 11 895       | 25,91        | Retrait     | Retrait     |  |
|                | Daniel Espinat              | PSU            | 698          | 1,52         |             |             |  |
|                | Alain Bornet                | MDD            | 310          | 0,68         |             |             |  |
|                |                             |                |              |              |             |             |  |
| Inscrits       | Inscrits                    | Inscrits       | 59 143       | 100,00       | 59 134      | 100,00      |  |
| Abstentions    | Abstentions                 | Abstentions    | 12 714       | 21,5         | 8 932       | 15,1        |  |
| Votants        | Votants                     | Votants        | 46 429       | 78,5         | 50 202      | 84,9        |  |
| Blancs et nuls | Blancs et nuls              | Blancs et nuls | 521          | 1,12         | 1 398       | 2,78        |  |
| Exprimés       | Exprimés                    | Exprimés       | 45 908       | 98,88        | 48 804      | 97,22       |  |

Armand Boucheteil, conseiller général du canton de Tulle-Campagne-Nord, maire de Saint-Mexant, était le suppléant de Jean Combasteil.

### Élections de 1988
| Candidat       | Candidat                | Parti          | Premier tour | Premier tour | Second tour | Second tour |  |
| Candidat       | Candidat                | Parti          | Voix         | %            | Voix        | %           |  |
| -------------- | ----------------------- | -------------- | ------------ | ------------ | ----------- | ----------- |  |
|                | Raymond-Max Aubert      | RPR (URC)      | 20 401       | 39,88        | 24 618      | 46,09       |  |
|                | François Hollande élu   | PS             | 14 786       | 28,9         | 28 793      | 53,91       |  |
|                | Jean Combasteil         | PCF            | 14 596       | 28,53        | Retrait     | Retrait     |  |
|                | Marie-Madeleine Bonneau | FN             | 1 377        | 2,69         |             |             |  |
|                |                         |                |              |              |             |             |  |
| Inscrits       | Inscrits                | Inscrits       | 66 735       | 100,00       | 66 717      | 100,00      |  |
| Abstentions    | Abstentions             | Abstentions    | 14 551       | 21,8         | 11 544      | 17,3        |  |
| Votants        | Votants                 | Votants        | 52 184       | 78,2         | 55 173      | 82,7        |  |
| Blancs et nuls | Blancs et nuls          | Blancs et nuls | 1 024        | 1,96         | 1 762       | 3,19        |  |
| Exprimés       | Exprimés                | Exprimés       | 51 160       | 98,04        | 53 411      | 96,81       |  |

Yves Terrieux, Vice-Président du Conseil régional, conseiller général du canton de Beynat, maire de Sérilhac, était le suppléant de François Hollande.

### Élections de 1993
| Candidat       | Candidat                  | Parti          | Premier tour | Premier tour | Second tour | Second tour |  |
| Candidat       | Candidat                  | Parti          | Voix         | %            | Voix        | %           |  |
| -------------- | ------------------------- | -------------- | ------------ | ------------ | ----------- | ----------- |  |
|                | Raymond-Max Aubert élu    | RPR (UPF)      | 22 307       | 45,3         | 27 009      | 53,3        |  |
|                | François Hollande sortant | PS (ADFP)      | 12 835       | 26,06        | 23 663      | 46,7        |  |
|                | Jean Combasteil           | PCF            | 9 765        | 19,83        | Retrait     | Retrait     |  |
|                | Francis Ducreux           | FN             | 1 844        | 3,74         |             |             |  |
|                | Alain Colladant           | Les Verts (EÉ) | 1 583        | 3,21         |             |             |  |
|                | Danielle Martin           | LT-LNÉ         | 910          | 1,85         |             |             |  |
|                |                           |                |              |              |             |             |  |
| Inscrits       | Inscrits                  | Inscrits       | 66 011       | 100,00       | 65 998      | 100,00      |  |
| Abstentions    | Abstentions               | Abstentions    | 14 211       | 21,53        | 12 084      | 18,31       |  |
| Votants        | Votants                   | Votants        | 51 800       | 78,47        | 53 914      | 81,69       |  |
| Blancs et nuls | Blancs et nuls            | Blancs et nuls | 2 556        | 4,93         | 3 242       | 6,01        |  |
| Exprimés       | Exprimés                  | Exprimés       | 49 244       | 95,07        | 50 672      | 93,99       |  |

Lucien Renaudie, agriculteur, maire de Beyssac, était le suppléant de Raymond-Max Aubert. Lucien Renaudie remplaça Raymond-Max Aubert, nommé membre du gouvernement, du 19 juin 1995 au 21 avril 1997.

### Élections de 1997
| Candidat       | Candidat                   | Parti          | Premier tour | Premier tour | Second tour | Second tour |  |
| Candidat       | Candidat                   | Parti          | Voix         | %            | Voix        | %           |  |
| -------------- | -------------------------- | -------------- | ------------ | ------------ | ----------- | ----------- |  |
|                | Raymond-Max Aubert sortant | RPR            | 17 985       | 38,27        | 22 913      | 45,48       |  |
|                | François Hollande élu      | PS             | 16 639       | 35,4         | 27 472      | 54,52       |  |
|                | Dominique Grador           | PCF            | 8 556        | 18,2         | Retrait     | Retrait     |  |
|                | Claude Dambrin             | FN             | 2 781        | 5,92         |             |             |  |
|                | Jean Chatenet              | MDC            | 1 039        | 2,21         |             |             |  |
|                |                            |                |              |              |             |             |  |
| Inscrits       | Inscrits                   | Inscrits       | 64 603       | 100,00       | 64 559      | 100,00      |  |
| Abstentions    | Abstentions                | Abstentions    | 14 279       | 22,1         | 11 338      | 17,56       |  |
| Votants        | Votants                    | Votants        | 50 324       | 77,9         | 53 221      | 82,44       |  |
| Blancs et nuls | Blancs et nuls             | Blancs et nuls | 3 324        | 6,61         | 2 836       | 5,33        |  |
| Exprimés       | Exprimés                   | Exprimés       | 47 000       | 93,39        | 50 385      | 94,67       |  |

Le suppléant de François Hollande était René Teulade, ancien Ministre, conseiller général du canton d'Argentat, maire d'Argentat.

### Élections de 2002
| Candidat       | Candidat                        | Parti            | Premier tour | Premier tour | Second tour | Second tour |  |
| Candidat       | Candidat                        | Parti            | Voix         | %            | Voix        | %           |  |
| -------------- | ------------------------------- | ---------------- | ------------ | ------------ | ----------- | ----------- |  |
|                | Jean-Pierre Decaie              | UMP              | 20 360       | 40,87        | 23 719      | 47,08       |  |
|                | François Hollande sortant réélu | PS (PRG)         | 19 684       | 39,51        | 26 659      | 52,92       |  |
|                | Dominique Grador                | PCF              | 3 560        | 7,15         |             |             |  |
|                | Bernard Pinato                  | FN               | 1 814        | 3,64         |             |             |  |
|                | Pierre Vinatier                 | CPNT             | 1 413        | 2,84         |             |             |  |
|                | Didier Lorioux                  | Les Verts        | 799          | 1,6          |             |             |  |
|                | Francis Bouysse                 | LCR              | 550          | 1,1          |             |             |  |
|                | Jean-Paul Chailloux             | diss. PCF        | 537          | 1,08         |             |             |  |
|                | Thérèse Trannoy                 | Pôle républicain | 379          | 0,76         |             |             |  |
|                | Marie-Thérèse Coinaud           | LO               | 328          | 0,66         |             |             |  |
|                | Jean-Louis Crouzevialle         | PT               | 224          | 0,45         |             |             |  |
|                | Sylvio Rizzetto                 | MNR              | 174          | 0,35         |             |             |  |
|                |                                 |                  |              |              |             |             |  |
| Inscrits       | Inscrits                        | Inscrits         | 65 482       | 100,00       | 65 465      | 100,00      |  |
| Abstentions    | Abstentions                     | Abstentions      | 14 392       | 21,98        | 13 509      | 20,64       |  |
| Votants        | Votants                         | Votants          | 51 090       | 78,02        | 51 956      | 79,36       |  |
| Blancs et nuls | Blancs et nuls                  | Blancs et nuls   | 1 268        | 2,48         | 1 578       | 3,04        |  |
| Exprimés       | Exprimés                        | Exprimés         | 49 822       | 97,52        | 50 378      | 96,96       |  |

Le suppléant de François Hollande était Noël Martinie, conseiller général du canton de Seilhac, maire de Chamboulive.

### Élections de 2007
| Candidat       | Candidat                        | Parti          | Premier tour | Premier tour | Second tour | Second tour |  |
| Candidat       | Candidat                        | Parti          | Voix         | %            | Voix        | %           |  |
| -------------- | ------------------------------- | -------------- | ------------ | ------------ | ----------- | ----------- |  |
|                | François Hollande sortant réélu | PS             | 20 879       | 44,38        | 28 494      | 60,3        |  |
|                | Jean-Pierre Decaie              | UMP            | 16 219       | 34,48        | 18 760      | 39,7        |  |
|                | Dominique Grador                | PCF            | 3 315        | 7,05         |             |             |  |
|                | Michel Lagrave                  | UDF–MoDem      | 2 245        | 4,77         |             |             |  |
|                | Laura Meunier                   | FN             | 833          | 1,77         |             |             |  |
|                | Pierre Giry                     | MPF            | 718          | 1,53         |             |             |  |
|                | Yolande Verp                    | CPNT           | 676          | 1,44         |             |             |  |
|                | Muriel Padovani-Lorioux         | Les Verts      | 554          | 1,18         |             |             |  |
|                | Jeanne Wachtel                  | LCR            | 546          | 1,16         |             |             |  |
|                | Georges Bachellerie             | PT             | 225          | 0,48         |             |             |  |
|                | Christianne Debernard           | LT-LNÉ         | 221          | 0,47         |             |             |  |
|                | Marie-Thérèse Coinaud           | LO             | 213          | 0,45         |             |             |  |
|                | Bernadette Rivault              | Divers         | 206          | 0,44         |             |             |  |
|                | Jean-Paul Chailloux             | Extrême gauche | 195          | 0,41         |             |             |  |
|                | Laurent Barreyre                | Divers         | 0            | 0            |             |             |  |
|                |                                 |                |              |              |             |             |  |
| Inscrits       | Inscrits                        | Inscrits       | 65 958       | 100,00       | 65 946      | 100,00      |  |
| Abstentions    | Abstentions                     | Abstentions    | 17 831       | 27,03        | 17 065      | 25,88       |  |
| Votants        | Votants                         | Votants        | 48 127       | 72,97        | 48 881      | 74,12       |  |
| Blancs et nuls | Blancs et nuls                  | Blancs et nuls | 1 082        | 2,25         | 1 627       | 3,33        |  |
| Exprimés       | Exprimés                        | Exprimés       | 47 045       | 97,75        | 47 254      | 96,67       |  |

Le suppléant de François Hollande était Bernard Combes, enseignant, attaché parlementaire, maire de Tulle à partir de 2008.

### Élections de 2012
|                | Sophie Dessus élue    | PS             | 33 247 | 51,45  |  |  |  |
|                | Michel Paillassou     | UMP            | 17 875 | 27,66  |  |  |  |
|                | Christian Audouin     | PCF (FG) (NPA) | 6 695  | 10,36  |  |  |  |
|                | Nicole Daccord        | FN (RBM)       | 4 491  | 6,95   |  |  |  |
|                | Ève Aldridge          | EÉLV           | 963    | 1,49   |  |  |  |
|                | Michèle Mounier       | NC             | 588    | 0,91   |  |  |  |
|                | Alain Cruzel          | AÉI            | 338    | 0,52   |  |  |  |
|                | Marie-Thérèse Coinaud | LO             | 265    | 0,41   |  |  |  |
|                | Didier Poyer          | MÉI            | 155    | 0,24   |  |  |  |
|                |                       |                |        |        |  |  |  |
| Inscrits       | Inscrits              | Inscrits       | 94 582 | 100,00 |  |  |  |
| Abstentions    | Abstentions           | Abstentions    | 28 701 | 30,35  |  |  |  |
| Votants        | Votants               | Votants        | 65 881 | 69,65  |  |  |  |
| Blancs et nuls | Blancs et nuls        | Blancs et nuls | 1 264  | 1,92   |  |  |  |
| Exprimés       | Exprimés              | Exprimés       | 64 617 | 98,08  |  |  |  |

Sophie Dessus, décédée le 3 mars 2016, fut remplacée par son suppléant Alain Ballay, infirmier psychiatrique puis artisan menuisier, conseiller général du canton d'Eygurande, conseiller municipal d'Aix, jusqu'au 20 juin 2017.

### Élections de 2017
| Candidat       | Candidat                | Parti          | Premier tour | Premier tour | Second tour | Second tour |  |
| Candidat       | Candidat                | Parti          | Voix         | %            | Voix        | %           |  |
| -------------- | ----------------------- | -------------- | ------------ | ------------ | ----------- | ----------- |  |
|                | Christophe Jerretie élu | LREM           | 17 534       | 32,51        | 22 509      | 53,43       |  |
|                | Bernard Combes          | PS             | 9 666        | 17,92        | 19 619      | 46,57       |  |
|                | Françoise Béziat        | LR (UDC)       | 8 194        | 15,19        |             |             |  |
|                | Jean-Marc Vareille      | LFI            | 6 240        | 11,57        |             |             |  |
|                | Agnès Tarraso           | RN             | 4 884        | 9,06         |             |             |  |
|                | Jean Mouzat             | PCF            | 4 203        | 7,79         |             |             |  |
|                | Mumine Ozsoy            | EÉLV           | 1 100        | 2,04         |             |             |  |
|                | Antoine Behr            | DLF            | 853          | 1,58         |             |             |  |
|                | Alain Cruzel            | AÉI            | 572          | 1,06         |             |             |  |
|                | Marie-Thérèse Coinaud   | LO             | 321          | 0,6          |             |             |  |
|                | Anne-Pascale Chabot     | UPR            | 311          | 0,58         |             |             |  |
|                | Alex-William Fernandez  | Divers         | 58           | 0,11         |             |             |  |
|                |                         |                |              |              |             |             |  |
| Inscrits       | Inscrits                | Inscrits       | 92 648       | 100,00       | 92 643      | 100,00      |  |
| Abstentions    | Abstentions             | Abstentions    | 36 976       | 39,91        | 43 406      | 46,85       |  |
| Votants        | Votants                 | Votants        | 55 672       | 60,09        | 49 237      | 53,15       |  |
| Blancs et nuls | Blancs et nuls          | Blancs et nuls | 1 736        | 3,12         | 7 109       | 14,44       |  |
| Exprimés       | Exprimés                | Exprimés       | 53 936       | 96,88        | 42 128      | 85,56       |  |

Isabelle Celle, conseillère municipale de Saint-Exupéry-les-Roches, était la suppléante de Christophe Jerretie.

### Élections de 2022
| Candidat       | Candidat                    | Parti                    | Premier tour | Premier tour | Second tour | Second tour |  |
| Candidat       | Candidat                    | Parti                    | Voix         | %            | Voix        | %           |  |
| -------------- | --------------------------- | ------------------------ | ------------ | ------------ | ----------- | ----------- |  |
|                | Sandrine Deveaud            | LFI (NUPES)              | 13 271       | 24,4         | 22 173      | 46,2        |  |
|                | Francis Dubois élu          | LR (UDC)                 | 10 772       | 20,62        | 25 825      | 53,8        |  |
|                | Christophe Jerretie sortant | MoDem (ENS)              | 10 095       | 19,32        |             |             |  |
|                | Maïtey Pouget               | RN                       | 7 905        | 15,13        |             |             |  |
|                | Annick Taysse               | Divers gauche (PS diss.) | 5 201        | 9,96         |             |             |  |
|                | Amélie Rebière              | LMR                      | 1 661        | 3,18         |             |             |  |
|                | Gilles Oguinena             | REC                      | 1 603        | 3,07         |             |             |  |
|                | Patrick Dhersin             | AÉI                      | 995          | 1,9          |             |             |  |
|                | Marie-Thérèse Coinaud       | LO                       | 559          | 1,24         |             |             |  |
|                | Yannick Amiard              | POID                     | 183          | 0,35         |             |             |  |
|                |                             |                          |              |              |             |             |  |
| Inscrits       | Inscrits                    | Inscrits                 | 92 421       | 100,00       | 92 424      | 100,00      |  |
| Abstentions    | Abstentions                 | Abstentions              | 38 506       | 41,66        | 39 658      | 42,91       |  |
| Votants        | Votants                     | Votants                  | 53 915       | 58,34        | 52 766      | 57,09       |  |
| Blancs et nuls | Blancs et nuls              | Blancs et nuls           | 1 670        | 3,1          | 4 768       | 9,04        |  |
| Exprimés       | Exprimés                    | Exprimés                 | 52 245       | 96,9         | 47 998      | 90,96       |  |

Pascal Coste, président du conseil départemental de la Corrèze et conseiller régional, était le suppléant de Francis Dubois.

### Élections de 2024
| Candidat                 | Candidat                 | Parti et coalition       | Nuance                   | Premier tour | Premier tour | Second tour | Second tour |
| Candidat                 | Candidat                 | Parti et coalition       | Nuance                   | Voix         | %            | Voix        | %           |
| ------------------------ | ------------------------ | ------------------------ | ------------------------ | ------------ | ------------ | ----------- | ----------- |
|                          | François Hollande        | PS (NFP)                 | UG                       | 24 720       | 37,63        | 28 751      | 43,10       |
|                          | Maïtey Pouget            | RN                       | RN                       | 20 298       | 30,89        | 21 141      | 31,69       |
|                          | Francis Dubois           | NF - DC (UDC)            | LR                       | 18 816       | 28,64        | 16 821      | 25,21       |
|                          | Marie-Thérèse Coinaud    | LO                       | EXG                      | 1 303        | 1,98         |             |             |
|                          | Gilles Oguinena          | REC                      | REC                      | 563          | 0,86         |             |             |
|                          |                          |                          |                          |              |              |             |             |
| Votes valides            | Votes valides            | Votes valides            | Votes valides            | 65 700       | 95,91        | 66 713      | 96,71       |
| Votes blancs             | Votes blancs             | Votes blancs             | Votes blancs             | 1 563        | 2,28         | 1 317       | 1,91        |
| Votes nuls               | Votes nuls               | Votes nuls               | Votes nuls               | 1 242        | 1,81         | 951         | 1,38        |
| Total                    | Total                    | Total                    | Total                    | 68 505       | 100          | 68 981      | 100         |
| Abstention               | Abstention               | Abstention               | Abstention               | 23 242       | 25,33        | 22 772      | 24,82       |
| Inscrits / participation | Inscrits / participation | Inscrits / participation | Inscrits / participation | 91 747       | 74,67        | 91 753      | 75,18       |

Philippe Brugère, maire de Meymac, est le suppléant de François Hollande.